# Burg Brotte

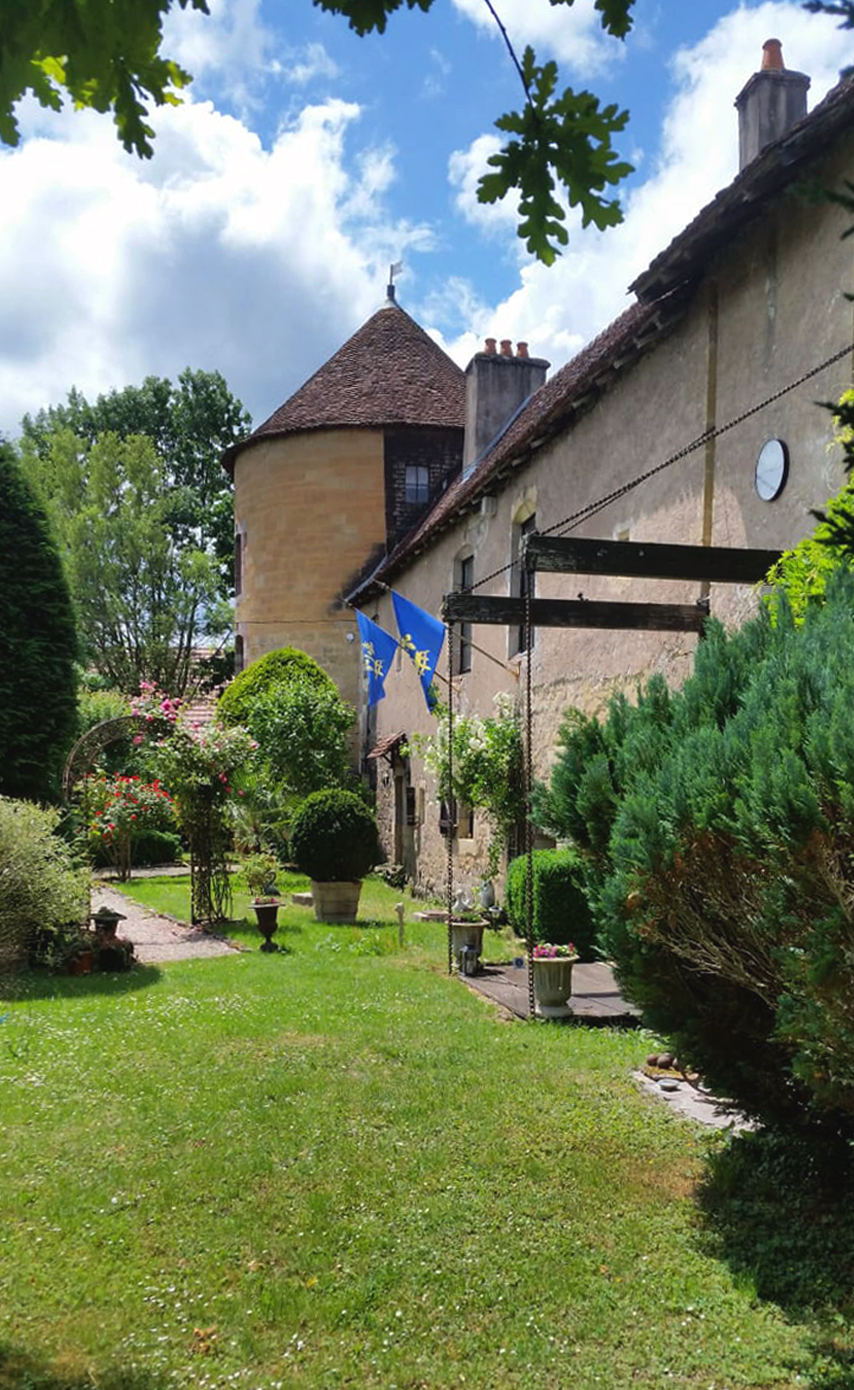

Burg Brotte (französisch Château de Brotte) ist eine Burganlage in der kleinen Ortschaft Brotte-lès-Luxeuil nahe der Stadt Luxeuil-les-Bains in der Franche-Comté.

## Geschichte
Der Name Brotte erscheint zum ersten Mal in einer Bulle des Papstes Alexander III. im Jahre 1178. In dieser Bulle werden verschiedene Domänen der Abtei von Lure zuerkannt.
Die Burganlage ist dann im Jahre 1284 zum ersten Mal dokumentiert. 
Es handelt es sich um eine Anlage, die ursprünglich von Mauern umfasst und mit vier Ecktürmen flankiert war. Von den früher im Burghof errichteten Häusern sind nur noch teilweise die Fundamente zu erkennen. Zwei Türme wurden in den vergangenen Jahrhunderten komplett abgetragen, ebenso die Verbindungsmauern. Heute ist nur noch die Vorderfront mit einem großen Turm und einer Turmruine zu sehen. Mit den Steinen der Burg wurden die meisten Wohnhäuser in der Ortschaft errichtet. 1835 restaurierte die Gräfin de Belay den großen Turm, ab 1950 zerfiel die Burg und wurde als Scheune und Abstelllager genutzt. Seit 1993 ist sie in Privatbesitz und wird nach denkmalpflegerischen Gesichtspunkten Stück für Stück restauriert.